# Crazywell Pool
La Crazywell Pool o Crazy Well Pool è un grande stagno situato a 3 km più a sud di Princetown a breve distanza dal sentiero che da Burrator conduce a Whiteworks sulla riva sinistra di Dartmoor, nel Devon, in Inghilterra. Lo stagno è lungo circa 100 metri ed ha una superficie di 3500 m².
Lo stagno sorse probabilmente con gli scavi minerari compiuti nell'area, e ancora oggi la presenza di miniere abbandonate nell'area supporta tale tesi. La vallata (Newleycombe Lake) è stata pesantemente mutata nei secoli dalle opere minerarie dell'uomo con passaggi d'acqua sotterranei. Presso lo stagno si trova la Crazywell Cross, un'antica croce in pietra che un tempo definiva il percorso tra l'Abbazia di Buckfast e l'Abbazia di Tavistock.
Nel 1998, Nathaniel Burton, una sedicenne recluta dei Royal Marines morì annegato nel Crazywell Pool mentre prendeva parte a degli esercizi cercando di attraversare lo stagno ghiacciato.

## Leggende
Nell'area di Dartmoor non esistono laghi naturali, motivo per cui probabilmente Crazywell Pool ha attirato più di una leggenda locale. Secondo alcuni esso era senza fondo e i parrocchiani di Walkhampton (o Sheepstor) presero le corde delle campane della locale chiesa e le legarono insieme ma ancora non riuscirono a toccare il fondo del lago. Questa leggenda venne sfatata nell'estate del 1844 quando lo stagno venne quasi completamente disseccato dalla Plymouth Dock Water Company per implementare le riserve d'acqua di Devonport Leat. In realtà in quell'occasione si è potuta misurare la reale profondità del lago che è di 4,9 metri.

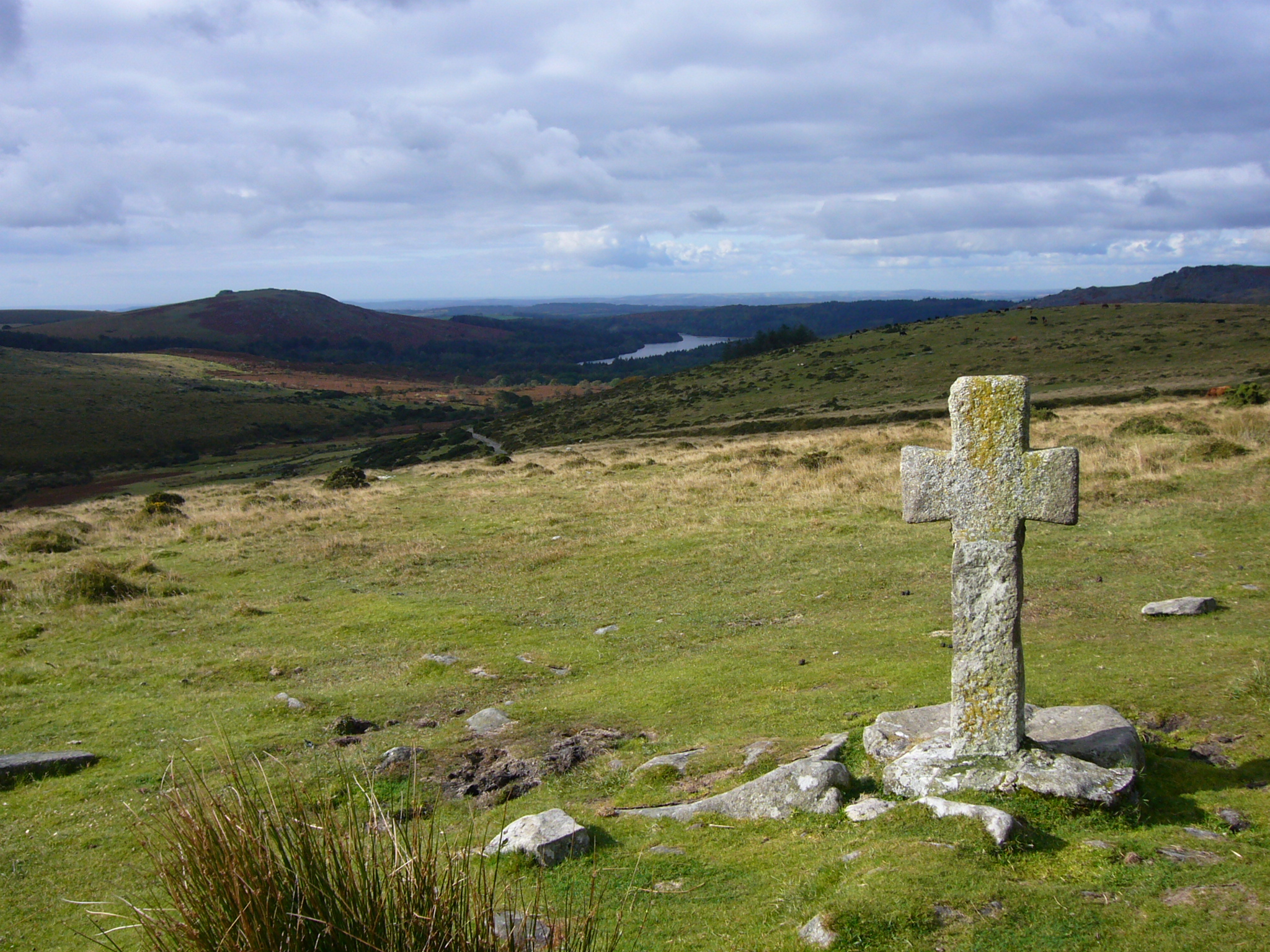
L'antica croce nei pressi dello stagno

Crazywell Pool è soggetto a ulteriori superstizioni locali. Si diceva infatti che il livello dell'acqua si alzasse e si abbassasse a seconda della marea, e che al crepuscolo le acque sussurrassero il nome del prossimo parroco a morire al punto che le loro facce potessero vedersi riflettere nelle acque la sera del solstizio d'estate.
Lo stagno si diceva inoltre infestato sin dal medioevo dalla strega di Sheepstor. La leggenda dice che consigliò malamente Piers Gaveston, proprietario della Foresta di Dartmoor dal 1308 e che qui si nascondeva dopo essere stato bandito dalla corte reale, dicendogli di poter tornare a corte perché "il suo umile capo sarebbe giunto molto in alto". In realtà egli venne catturato dai nemici del re, decapitato, e la sua testa posta sulla torre più alta, proprio come predetto dalla strega.

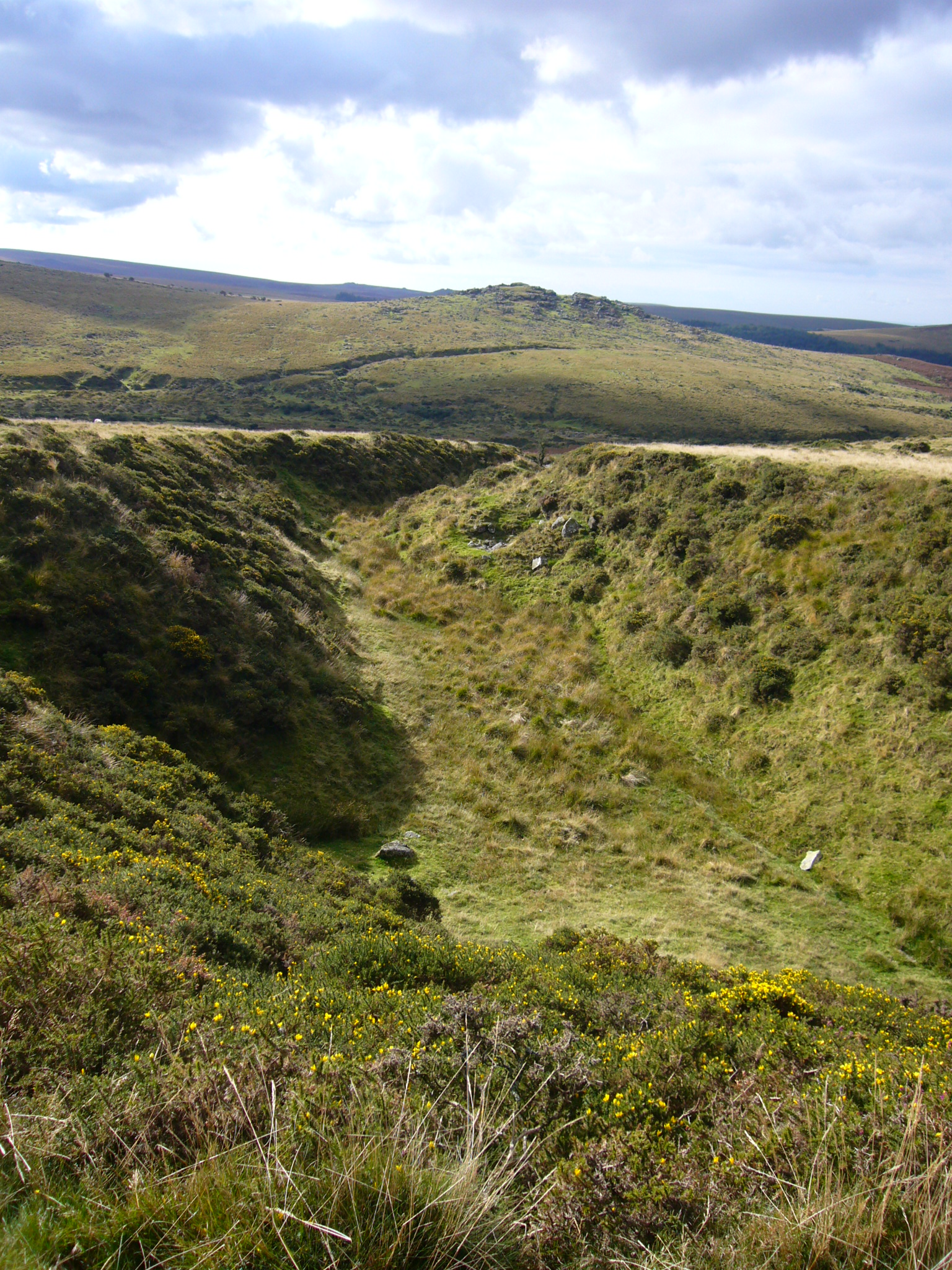
Opere minerarie abbandonate presso lo stagno